# (500352) 2012 TH11
(500352) 2012 TH11 es un asteroide perteneciente al cinturón de asteroides, descubierto el 28 de agosto de 2012 por el equipo del Mount Lemmon Survey desde el Observatorio del Monte Lemmon, Arizona, Estados Unidos.

## Designación y nombre
Designado provisionalmente como 2012 TH11.

## Características orbitales
2012 TH11 está situado a una distancia media del Sol de 3,089 ua, pudiendo alejarse hasta 3,414 ua y acercarse hasta 2,764 ua. Su excentricidad es 0,105 y la inclinación orbital 17,05 grados. Emplea 1983,65 días en completar una órbita alrededor del Sol.

## Características físicas
La magnitud absoluta de 2012 TH11 es 16,3.